# Centro Paralímpico Mexicano
El Centro Paralímpico Mexicano, (CEPAMEX) es un conjunto de instalaciones deportivas de la Ciudad de México ubicado en la Ciudad Deportiva de La Magdalena Mixiuhca. Tiene como objetivo la formación y el entrenamiento de deportistas paralímpicos y pertenece a la Comisión Nacional de Cultura Física y Deporte de México.
Fue inaugurado en julio de 2000, y comprende tres mil metros de instalaciones deportivas, espacios administrativos y dos dormitorios, uno con capacidad para 93 personas y otra para 48, con el fin de albergar deportistas que hagan uso de las instalaciones. Pueden hacerlo quienes pertenezcan a la Federación Mexicana de Deportes sobre Silla de Ruedas, Federación Mexicana del Deporte para Ciegos y Débiles Visuales, Federación Mexicana de Deportes para Personas con Parílisis Cerebral, Federación Mexicana de Deportistas Especiales y la Federación Mexicana de Deportes para Sordos.
En 2015 fue sede de los Juegos infantiles, juveniles y paralímpicos Ciudad de México 2015.

## Instalaciones deportivas y terapéuticas
El CEPAMEX cuenta con las siguientes instalaciones:
- gimnasio
- alberca semiolímpica
- área de lanzamientos de atletismo
- tiro con arco
- Centro de Investigación en Medicina Deportiva[6]
- área de acondicionamiento físico y powerlifting
- cancha de basquetbol sobre duela
- zona médica y de terapia[1]